# Doumgar
Doumgar (ou Ndoumgar) est une localité de l'Extrême-Nord du Cameroun, située à proximité de la frontière avec le Nigeria. 
Elle dépend de la commune de Soulédé-Roua et du département de Mayo-Tsanaga.

## Géographie

### Localisation
Elle est reliée à Roua et Mazaya par de petites routes (bien que ce soit un village pouvant être enclavé durant certaines périodes).

### Route
Le 31 mai 2017, l'Union Européenne, dans le cadre du projet d’investissement en appui au développement économique local dans l’Extrême-Nord, favorisant l’emploi et l’insertion des jeunes – projet soutenu par l'Union européenne – a financé (avec le Fonds fiduciaire d’urgence (FFU) de l'UE pour l'Afrique) la mise en place de deux chantiers à haute intensité de main-d’œuvre (ou HIMO) dont la réhabilitation de 11,5 km de piste dans la commune (permettant de désenclaver le bassin de production agropastoral dont fait partie Doumgar), facilitant ainsi les déplacements des biens et des personnes. Confié à des entreprises nationales camerounaises, les chantiers en question ont aussi pour but l'emploi et l'insertion des jeunes.

## Population
Lors du recensement de 2005, la population s'élevait à 1 850 personnes dont 897 hommes et 953 femmes.
En 2011, le Plan communal de développement (PCD) de la commune de Roua avance le chiffre de 2 100.

### Santé
En février 2017 un rapport d'une mission d'évaluation multi-sectorielle de la commune de Soulédé-Roua émis par une association humanitaire (Cohebin International ou Community Humanitarian Emergency Board International) fait état de la difficulté d’accès à toute structure de santé : l'enclavement du village en saison de pluie à cause d'une rivière, la distance à parcourir pour rejoindre une formation sanitaire, qui est de 15 km (Madakonai).

### École
Doumgar dispose d'une école primaire accueillant en 2017 près de 527 élèves pour un seul enseignant. En 2014 l'école a reçu de nouvelles fournitures scolaires.

### Humanitaire
Outre l'aide apportée par l'Union européenne plusieurs organisations humanitaires s'intéressent au développement de Doumgar et de la commune de Soulédé-Roua en général comme la Fondation de l'espérance pour les personnes vulnérables (FEPV), qui est basée dans la commune même de Soulédé-Roua et intervient dans les villages dont Doumgar.